# Roxbury (Nowy Jork)
Roxbury – miasto w Stanach Zjednoczonych, w stanie Nowy Jork, w hrabstwie Delaware.